# Bagnoli di Sopra
Bagnoli di Sopra (en veneciano Bagnołi de Sora) es una comuna de 3.789 habitantes de la provincia de Padua.

## Etimología
El nombre de Bagnoli deriva de "balneoli", término que indicaba la presencia de una zona de agua en el territorio. En época prerromana esta parte de la llanura Padana estaba completamente repleta de agua, entre las que solo emergían las Colinas Euganeas.

## Evolución demográfica
| Gráfica de evolución demográfica de Bagnoli di Sopra entre 1861 y 2001 |
|                                                                        |
| Fuente ISTAT - elaboración gráfica de Wikipedia                        |

## Gallería

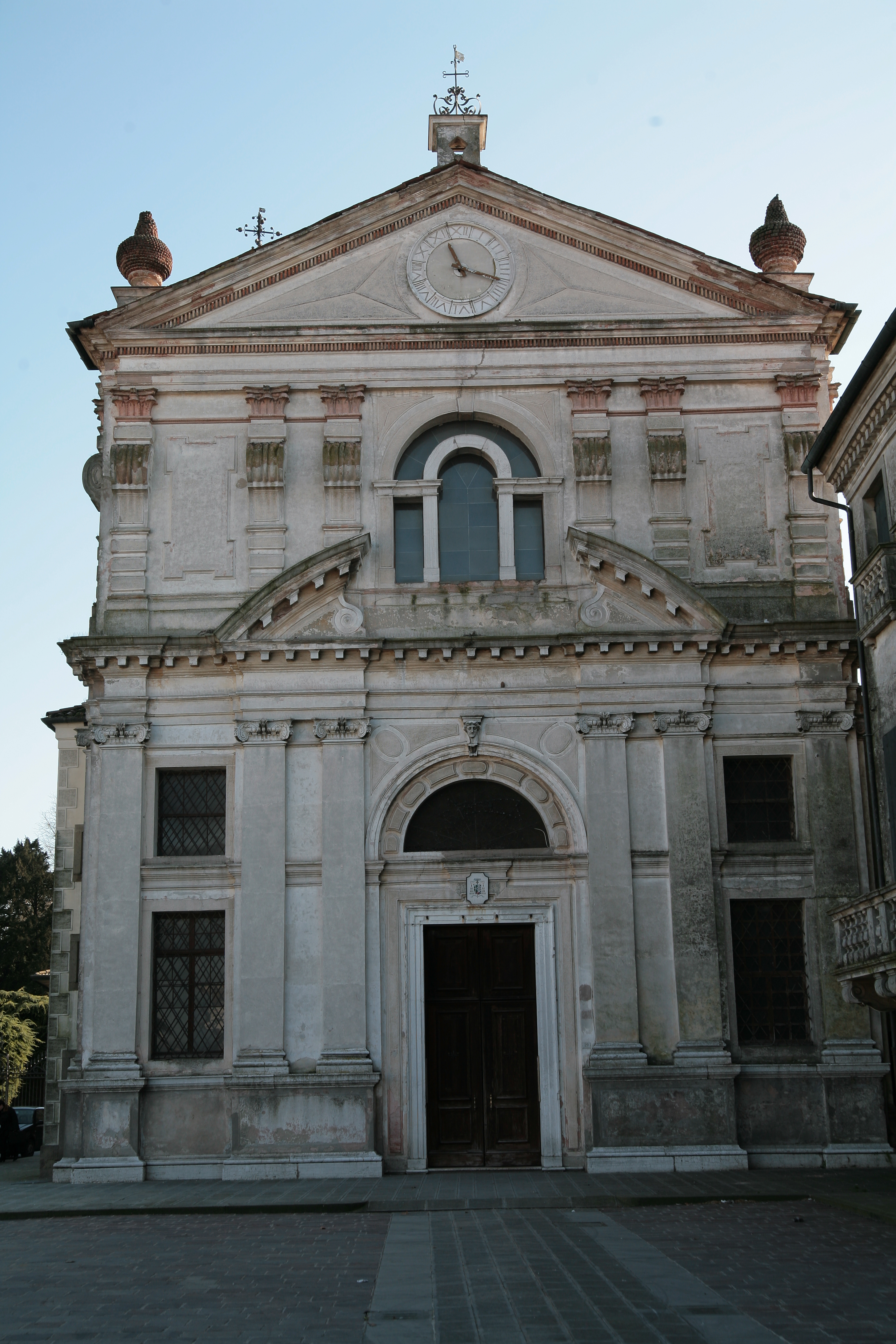
Fachada de la iglesia de San Miguel.
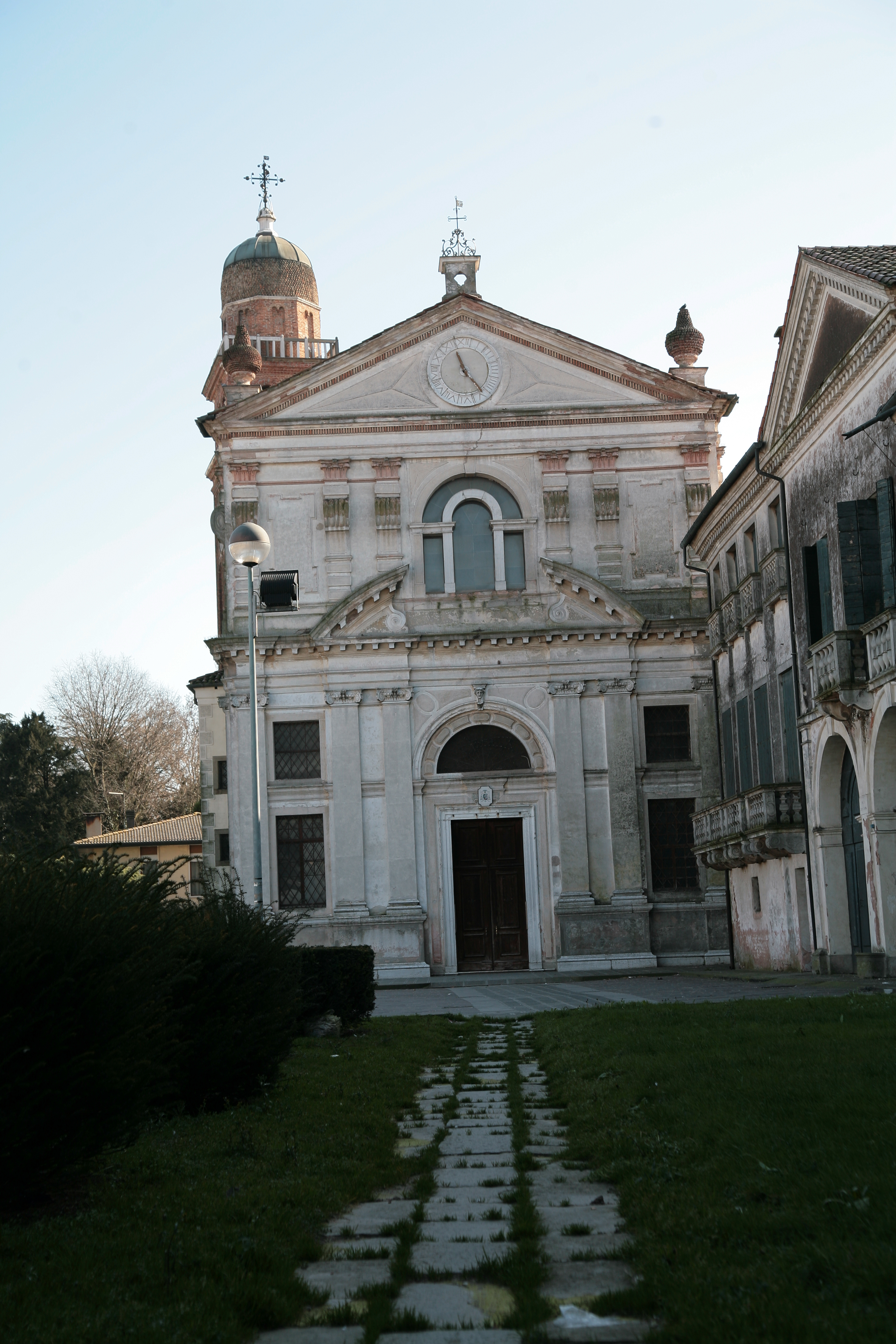
Iglesia de San Miguel.
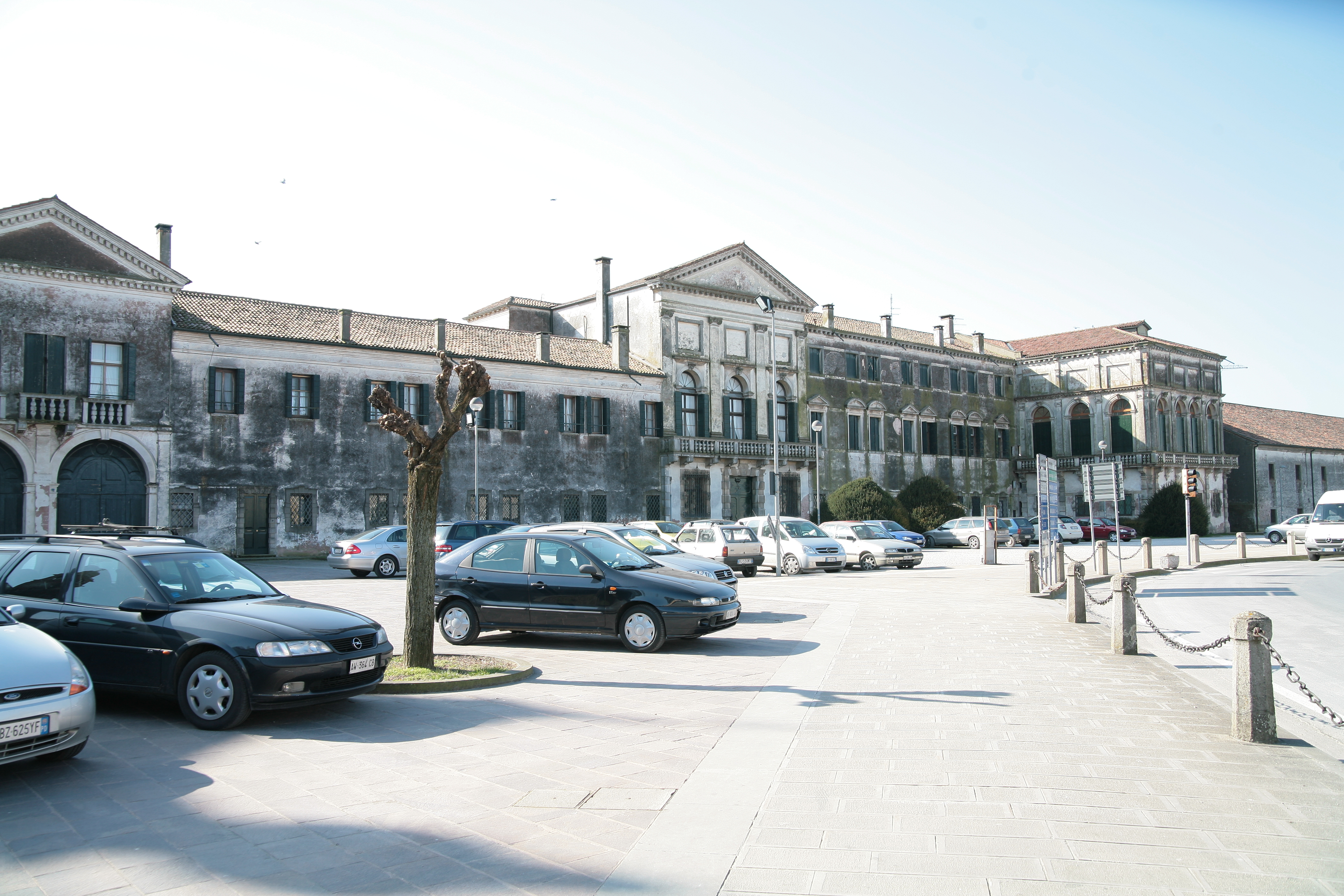
Villa Widmann desde la plaza de Bagnoli di Sopra.
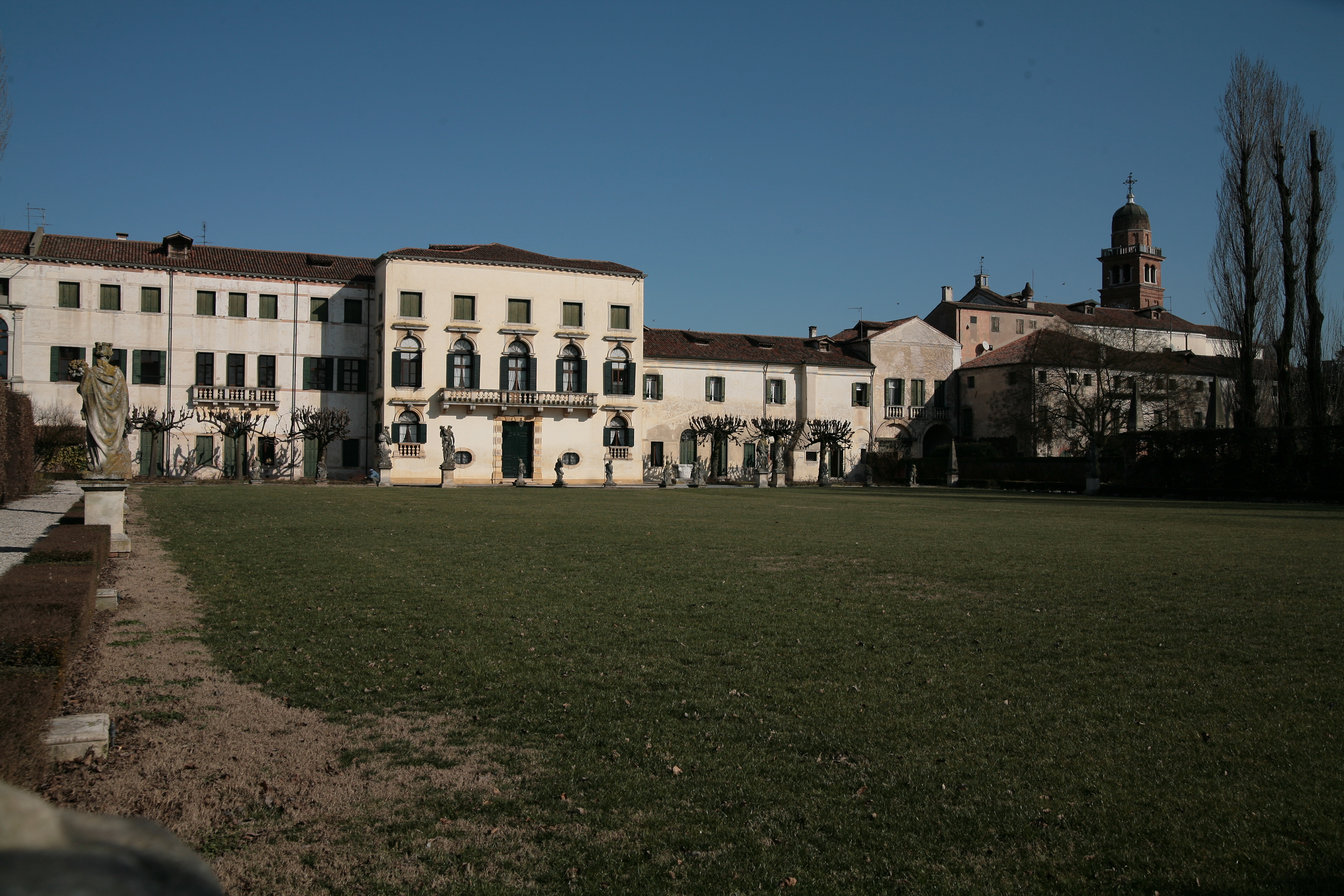
Villa Widmann desde el jardín.
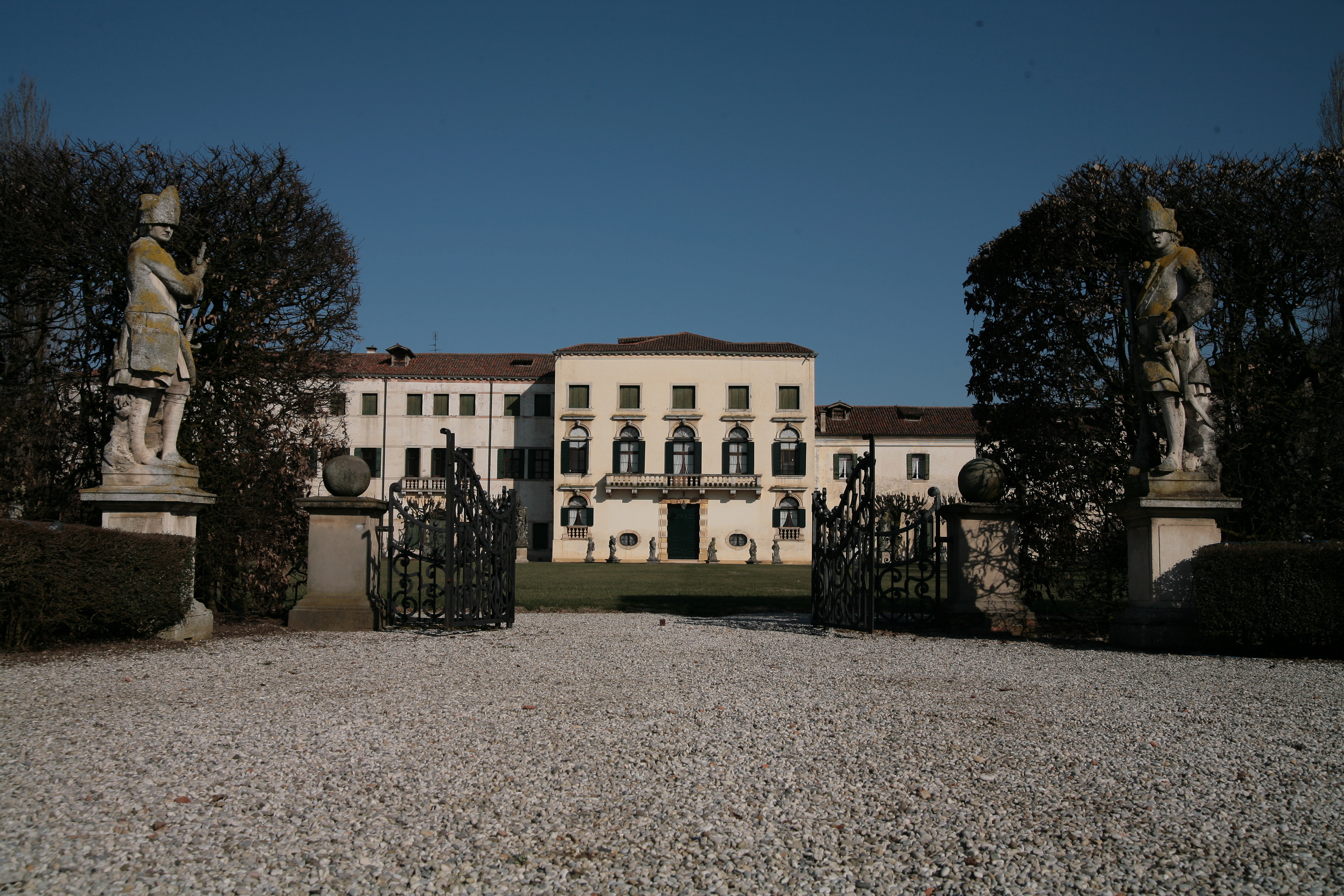
Villa Widmann desde el jardín.
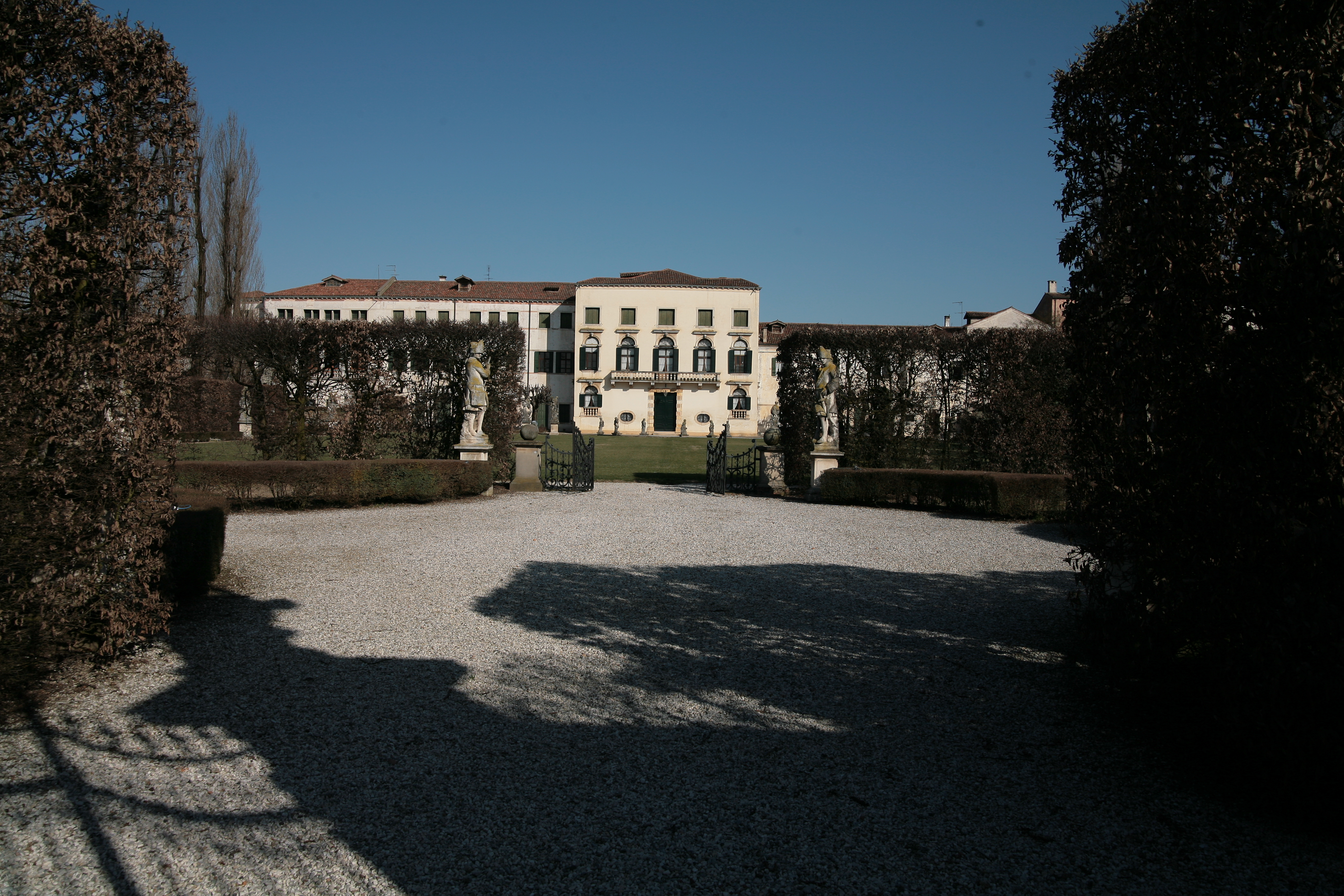
Villa Widmann desde el jardín.
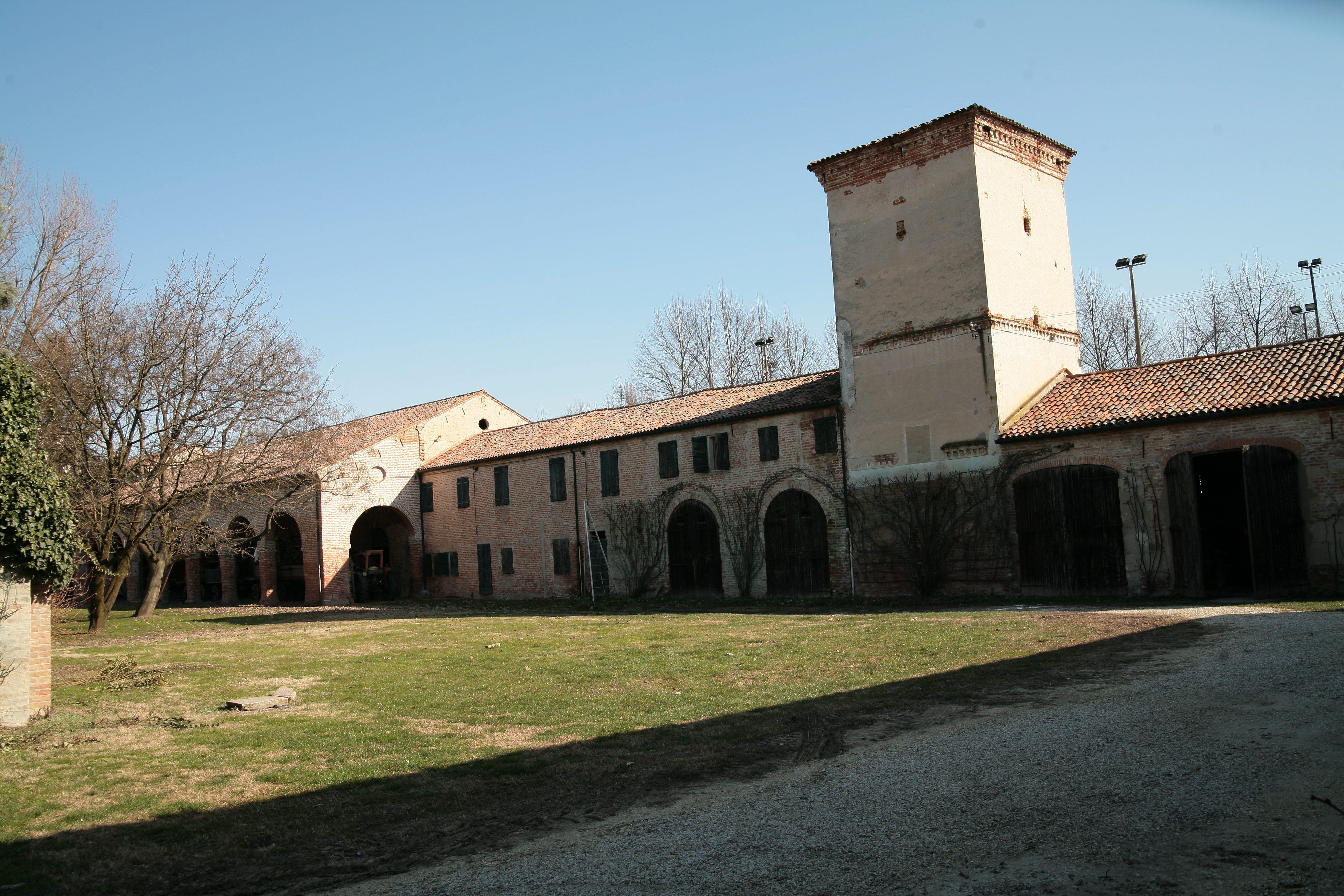
Caballeriza de Villa Widmann.
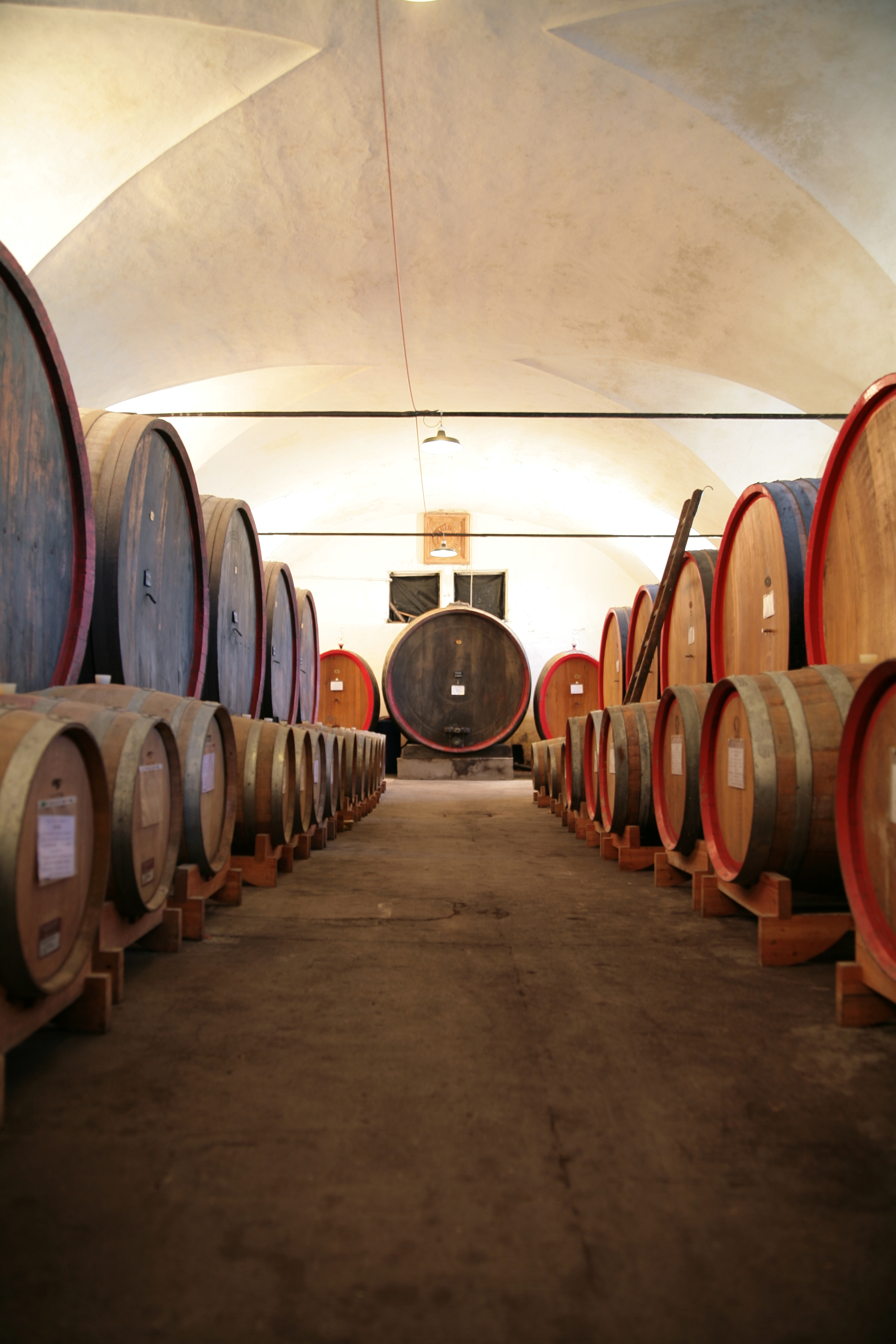
La cantina de Villa Widmann.